# Clypeodytes meridionalis
Clypeodytes meridionalis là một loài bọ cánh cứng trong họ Bọ nước. Loài này được Régimbart miêu tả khoa học năm 1895.
Loài này phân bố ở Zimbabwe.